# 休达德拉
休达德拉（西班牙語：Ciudadela）是西班牙巴利阿里群岛的一个市镇。总面积186平方公里，总人口23103人（2001年），人口密度124人/平方公里。